# Yovkov Point
Yovkov Point är en udde i Antarktis. Den ligger i Sydshetlandsöarna. Argentina, Chile och Storbritannien gör anspråk på området.
Terrängen inåt land är lite kuperad. Havet är nära Yovkov Point åt sydväst. Trakten är glest befolkad. Närmaste befolkade plats är Maldonado Station, 10,4 kilometer nordost om Yovkov Point. 